# BeA2
Het BeA2 is een buurt in het stadsdeel Strijp in de stad Eindhoven, in de Nederlandse provincie Noord-Brabant. De buurt ligt in de wijk Meerhoven. BeA2 is een groengebied aan de rand van de snelwegen A2 en A58. Het gebied zal een industrieterrein worden. Op 1 januari 2023 telde de buurt 30 inwoners, verdeeld over 7 woningen, op een oppervlakte van 2,62 km².